# 短角亚目
短角亞目（學名：Brachycera）是雙翅目下的一個主要亞目，包含約120個科。其最顯著特徵是觸角節數減少。

## 形態特徵
主要形態特徵如下：
- 觸角節數減少（通常不超過8個鞭節），多數物種的第三節（鞭節）癒合，僅保留稱為觸角芒的剛毛狀結構突出。觸角芒由不超過三個小節（稱芒節）組成。[4][5][6]
- 下顎鬚（口器附近的延伸附肢）僅有兩節或更少
- 幼蟲頭殼後部延伸至前胸（胸部前端，著生第一對足的部位）
- 幼蟲下顎由兩個明顯部分組成
- 雄性生殖器的上生殖板與下生殖板分離
- 上唇（口器頂部）下方無前下顎結構
- 翅脈中CuA2與A1脈的配置方式特殊

短角亞目昆蟲也可通過行為區分，多數物種為捕食者或食腐動物。

## 分類系統
短角亞目的下級分類結構存在諸多混淆與爭議，許多歷史名稱（如Orthorrhapha）雖已數十年未被採用，仍見於教科書、物種名錄等資料中。此外，現代分類學多已不再使用林奈分類階層（如生命之樹網絡計劃），這也衍生出新的問題。

## 外部連結
- 生命之樹網絡計劃：短角亞目
- 短角亞目圖片庫